# Magyar Zsidó Kulturális Egyesület
A Magyar Zsidó Kulturális Egyesület (rövidítve: MAZSIKE) közhasznú magyarországi civil szervezet. A Szombat című folyóirat kiadója. Elnöke: Kirschner Péter.

## Székhelye
1065 Budapest, Révai u. 16.

## Története
1988 novemberében alakult mint az első független magyarországi zsidó civil szervezetek egyike. Részt vállal a magyar zsidóság örökségének és hagyományainak feltárásában. Tevékenységében folytatja az elődeinek tekintett Országos Magyar Izraelita Közművelődési Egyesület (OMIKE), valamint az Izraelita Magyar Irodalmi Társulat (IMIT) hagyományait és munkáját. Közhasznú egyesületnek számít.
Része volt a Lauder Javne Zsidó Közösségi Iskola szervezésében. Egyéb projektjei közé tartoznak  pl. botlatókő; „üres iskolapadok” projekt az elhurcolt, iskolás korú gyerekek emlékére; téglagyári emlékhelyek a deportálások és gyűjtőtáborok emlékére.
A független zsidó sajtó, a Szombat című folyóirat kiadója. 

## Főbb tevékenységei
- Kulturális rendezvények, irodalmi estek és sorozatok, kulturális fesztiválok, koncertek, kulturális városfelfedező séták szervezése
- Könyvkiadás
- Kiállítások szervezése
- Kulturális utazások szervezése a külföldi zsidó (valamint nem zsidó) emlékek, értékek nyomában.